# 瓦爾凱阿科斯基
瓦爾凱阿科斯基（芬蘭語：Valkeakoski，芬蘭語發音：[ˈvɑlkɛakɔski]），是芬蘭皮尔坎马区使用“城市”称号的市镇，位於該國南部，距離首都赫爾辛基150公里。市镇面積为372.03平方公里，2023年人口数量为20,701人，其中約96%居民的母語是芬蘭語。

## 友好城市
- 瑞典哥得兰市镇
- 匈牙利豪伊杜索博斯洛
- 挪威克拉格勒 1954年
- 俄羅斯索科爾 1971年
- 德国费歇尔德 1976年
- 波蘭耶萊尼亞古拉 1979年
- 中国南昌市 1997年
- 芬兰玛丽港 1999年

## 外部連結
- 官方网站  （文） （英文）